# فرودگاه فایتی تنسی
فرودگاه فایتی تنسی (به انگلیسی: Fayette County Airport (Tennessee)) یک فرودگاه همگانی بهره‌برداری هوایی است که یک باند فرود آسفالت دارد و طول باند آن ۱۵۲۴ متر است. این فرودگاه در کشور ایالات متحده آمریکا قرار دارد و در ارتفاع ۱۳۳ متری از سطح دریا واقع شده است.